# Jeremy Lamb
Jeremy Emmanuel Lamb (Norcross, Geórgia, 30 de Maio de 1992) é um basquetebolista estadunidense que atualmente joga pelo Sacramento Kings na National Basketball Association.
Ele jogou basquete na Universidade de Connecticut e foi selecionado pelo Houston Rockets como a 12° escolha geral no Draft da NBA de 2012.

## Carreira no ensino médio
Lamb frequentou a Norcross High School em Norcross, Geórgia, onde foi o capitão do time de basquete e obteve uma média de 20 pontos e 6 rebotes por jogo, levando a equipe ao título regional, aos playoffs estaduais e a um recorde final de 27-3. 
Ele foi recrutado pela Universidade de Connecticut depois de chamar a atenção do técnico Jim Calhoun, que sentiu que Lamb o lembrava do ex-astro da UConn, Richard "Rip" Hamilton.
Considerado um recruta de quatro estrelas pela Rivals.com, Lamb foi listado como o 19° melhor Ala-armador e o 76° melhor jogador no país em 2010.

## Carreira universitária
Durante seu primeiro ano na UConn, Lamb jogou em todos os jogos. Ele teve uma média de 11,1 pontos, ficando em segundo na equipe atrás de Kemba Walker, e 4.5 rebotes. No Big East Tournament de 2011, Lamb obteve uma média de 14,2 pontos e ajudou os Huskies a vencerem o torneio e ganharem uma vaga no Torneio da NCAA.
No Torneio da NCAA de 2011, Lamb aumentou sua pontuação para 16,2 pontos por jogo. Ele marcou 24 pontos contra San Diego State no Sweet 16 em 24 de março de 2011. Na final do torneio, ele registrou 12 pontos e 7 rebotes, enquanto os Huskies derrotaram Butler por 53-41.
A temporada de basquete de 2012 foi uma decepção amarga para Lamb e UConn. Apesar de seu talento geral, a equipe não atendeu as expectativas, sofrendo um recorde de derrotas em partidas da Big East durante a temporada regular e sendo eliminados da primeira rodada do Torneio da NCAA pela Universidade Estadual de Iowa.
Após a temporada de 2012, Lamb se declarou para o Draft da NBA de 2012.

## Carreira profissional

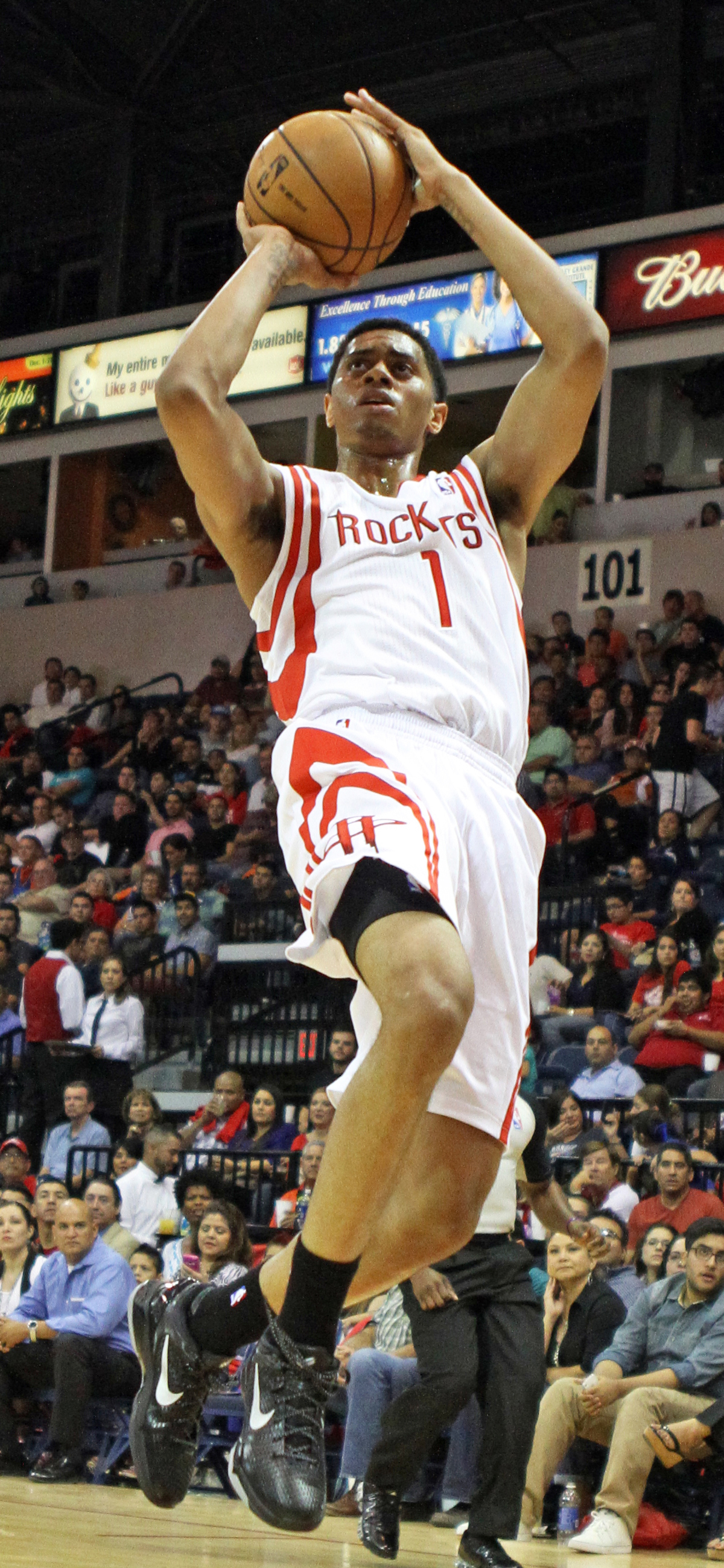
Lamb com os Rockets durante a pré-temporada de 2012

### Oklahoma City Thunder (2012–2015)
Lamb foi selecionado pelo Houston Rockets como a 12° escolha geral no Draft da NBA de 2012. Em 27 de outubro de 2012, Lamb foi negociado para o Oklahoma City Thunder, junto com Kevin Martin, duas escolhas de draft da primeira rodada e uma escolha de draft da segunda rodada, em troca de James Harden, Cole Aldrich, Lazar Hayward e Daequan Cook.
Durante sua temporada de estréia, Lamb jogou vários jogos com o Tulsa 66ers da NBA Development League. Em 4 de fevereiro de 2013, Lamb foi nomeado para o All-Star Game da D-League de 2013. No entanto, ele foi substituído por Tony Mitchell porque foi chamado pelo Thunder e, portanto, não era um jogador "ativo" em um elenco da D-League no momento do jogo.
Em 14 de novembro de 2014, ele teve seu primeiro duplo-duplo com 24 pontos e 10 rebotes em uma derrota para o Detroit Pistons por 96-89.
Ao todo, em 3 temporada em Oklahoma, Lamb jogou em 148 jogos e registrou 1.031 pontos e 314 rebotes.

### Charlotte Hornets (2015–2019)
Em 25 de junho de 2015, Lamb foi negociado com o Charlotte Hornets em troca de Luke Ridnour e uma escolha de segunda rodada no Draft de 2016. Em 2 de novembro de 2015, ele assinou uma extensão de contrato de três anos e US $ 21 milhões com os Hornets. No dia seguinte, ele marcou 20 pontos em uma vitória de 130-105 sobre o Chicago Bulls. Ele superou essa marca em 4 de janeiro de 2016, marcando 22 pontos em uma derrota por 111-101 para o Golden State Warriors.
Em 26 de novembro de 2016, depois de se recuperar de uma lesão no tendão que o impediu de jogar por 10 jogos, Lamb fez seu primeiro jogo como titular pelos Hornets e teve o melhor jogo da carreira com 18 pontos e 17 rebotes em uma vitória por 107-102 sobre o New York Knicks.

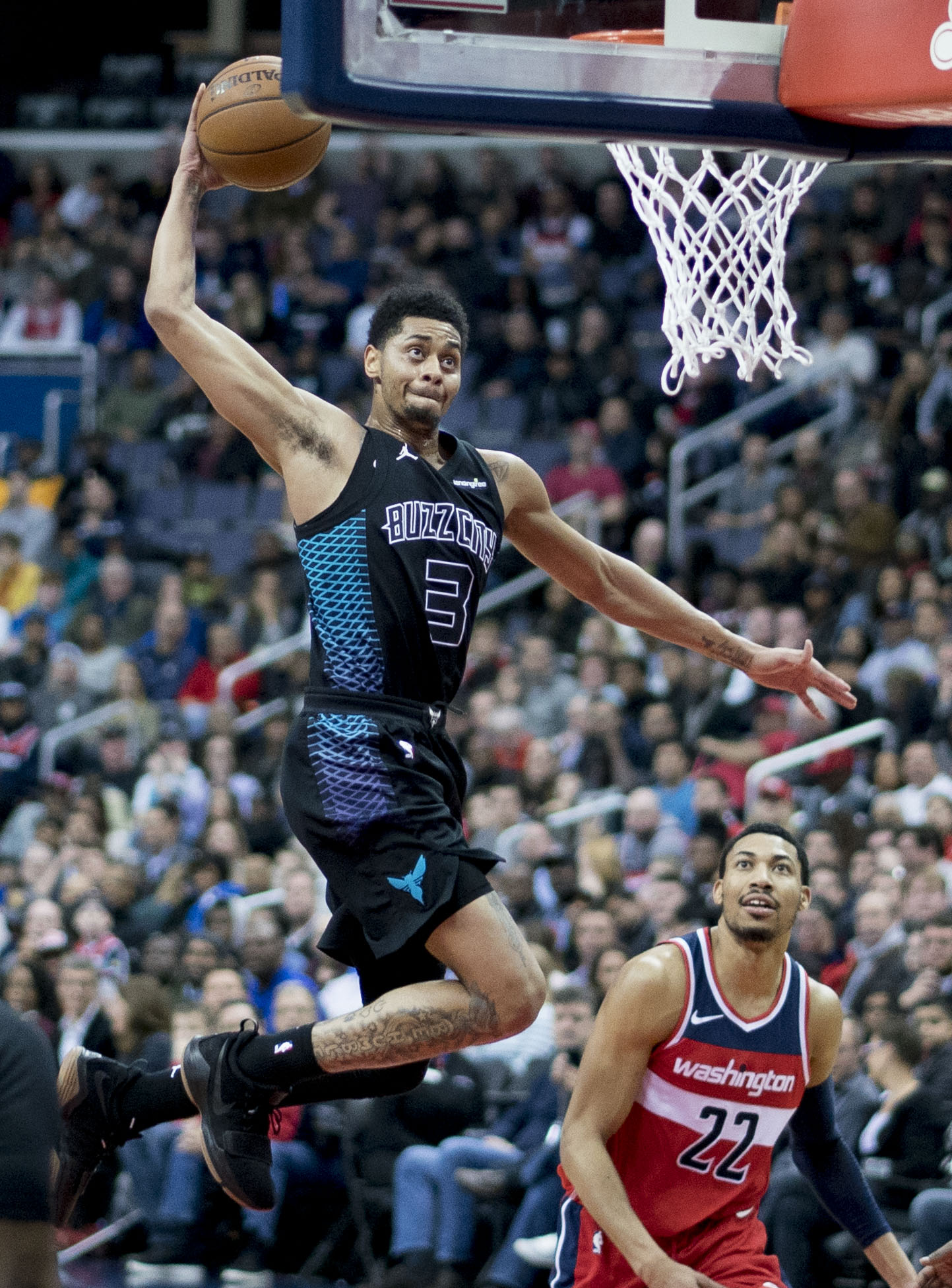
Lamb fazendo uma enterrada durante um jogo de 2018

Em 20 de dezembro de 2017, Lamb marcou 32 pontos em uma derrota por 129-111 para o Toronto Raptors. Ele marcou 19 pontos em 15 minutos no primeiro tempo.
Antes do início da temporada de 2018-19, Lamb foi nomeado o Ala-armador titular. Em 24 de março de 2019, ele marcou uma cesta no estouro do cronometro para dar a vitória para os Hornets sobre o Toronto Raptors. Foi a segunda cesta de mais distância que deu a vitória para o time nas 20 temporadas anteriores.
Ao todo, em 4 temporada em Charlotte, Lamb jogou em 287 jogos e registrou 3.424 pontos e 1.274 rebotes.

### Indiana Pacers (2019 – Presente)
Em 7 de julho de 2019, Lamb assinou um contrato de três anos no valor de $ 31,5 milhões com o Indiana Pacers. Em 24 de fevereiro de 2020, o Indiana Pacers anunciou que Lamb havia sofrido um rompimento no ligamento cruzado anterior esquerdo, um rompimento no menisco lateral e uma fratura do côndilo femoral lateral durante uma derrota por 81–127 para o Toronto Raptors em 23 de fevereiro. Esta lesão deixou Lamb fora do restante da temporada de 2019-20.

## Estatísticas

### NBA

#### Temporada regular
| Ano      | Equipe        | PJ  | PT  | MPJ  | AP   | 3P   | LL    | RT  | AS  | BR  | TO | PPJ  |
| -------- | ------------- | --- | --- | ---- | ---- | ---- | ----- | --- | --- | --- | -- | ---- |
| 2012–13  | Oklahoma City | 23  | 0   | 6.4  | .353 | .300 | 1.000 | .8  | .2  | .1  | .1 | 3.1  |
| 2013–14  | Oklahoma City | 78  | 0   | 19.7 | .432 | .356 | .797  | 2.4 | 1.5 | .7  | .3 | 8.5  |
| 2014–15  | Oklahoma City | 47  | 8   | 13.5 | .416 | .342 | .891  | 2.3 | .9  | .4  | .1 | 6.3  |
| 2015–16  | Charlotte     | 66  | 0   | 18.6 | .451 | .309 | .727  | 3.8 | 1.2 | .6  | .5 | 8.8  |
| 2016–17  | Charlotte     | 62  | 5   | 18.4 | .460 | .281 | .853  | 4.3 | 1.2 | .4  | .4 | 9.7  |
| 2017–18  | Charlotte     | 80  | 18  | 24.6 | .457 | .370 | .861  | 4.1 | 2.3 | .8  | .4 | 12.9 |
| 2018–19  | Charlotte     | 79  | 55  | 28.5 | .440 | .348 | .888  | 5.5 | 2.2 | 1.1 | .4 | 15.3 |
| 2019–20  | Indiana       | 46  | 42  | 28.1 | .451 | .335 | .836  | 4.3 | 2.1 | 1.2 | .5 | 12.5 |
| Carreira | Carreira      | 481 | 128 | 19.7 | .432 | .330 | .856  | 3.4 | 1.4 | .6  | .3 | 9.6  |

#### Playoffs
| Ano      | Equipe        | PJ | PT | MPJ | AP   | 3P    | LL    | RT  | AS | BR | TO | PPJ |
| -------- | ------------- | -- | -- | --- | ---- | ----- | ----- | --- | -- | -- | -- | --- |
| 2014     | Oklahoma City | 11 | 0  | 9.1 | .405 | .143  | 1.000 | 1.5 | .6 | .6 | .1 | 3.6 |
| 2016     | Charlotte     | 3  | 0  | 4.0 | .556 | 1.000 | .000  | 1.3 | .3 | .0 | .0 | 3.7 |
| Carreira | Carreira      | 14 | 0  | 6.5 | .480 | .571  | .500  | 1.4 | .4 | .3 | .0 | 3.6 |

### Universitário
| Ano      | Equipe      | PJ | PT | MPJ  | AP   | 3P   | LL   | RT  | AS  | BR  | TO | PPJ  |
| -------- | ----------- | -- | -- | ---- | ---- | ---- | ---- | --- | --- | --- | -- | ---- |
| 2010–11  | Connecticut | 41 | 40 | 28.8 | .487 | .368 | .797 | 4.5 | 1.6 | .9  | .6 | 11.1 |
| 2011–12  | Connecticut | 34 | 34 | 37.2 | .478 | .336 | .810 | 4.9 | 1.7 | 1.2 | .6 | 17.7 |
| Carreira | Carreira    | 75 | 74 | 33.0 | .482 | .352 | .803 | 4.7 | 1.6 | 1.0 | .6 | 14.3 |

Fonte:

## Vida pessoal
Lamb é filho de Moberly e Angela Lamb e é o terceiro de quatro irmãos. Seu pai é pastor e um ex-jogador de basquete da Virginia Commonwealth. Seu irmão, Zach, jogava basquete universitário na Universidade do Estado da Califórnia.